# Гаевка (Тишковская сельская община)
Гае́вка (укр. Гаївка) — село в Тишковской сельской общине Новоукраинского района Кировоградской области Украины.
До 2020 года входило в Добровеличковский район
Население по переписи 2001 года составляло 725 человек. Почтовый индекс — 27010. Телефонный код — 5253. Занимает площадь 4,547 км². Код КОАТУУ — 3521781001.